# Karpochóri
Karpochóri är en ort i Grekland.   Den ligger i prefekturen Nomós Kardhítsas och regionen Thessalien, i den centrala delen av landet, 210 km nordväst om huvudstaden Aten. Karpochóri ligger 121 meter över havet och antalet invånare är 1 059.
Terrängen runt Karpochóri är platt. Runt Karpochóri är det ganska glesbefolkat, med 25 invånare per kvadratkilometer. Närmaste större samhälle är Karditsa, 8,3 km väster om Karpochóri. Trakten runt Karpochóri består till största delen av jordbruksmark.